# El desafío (cuento)
El desafío es un cuento del escritor peruano Mario Vargas Llosa, que fue publicado en 1958 en la revista La Revue Française (traducido al francés). Pasó luego a integrar la colección de cuentos Los jefes, del mismo autor, publicada en 1959. Es un relato ambientado en Piura, sobre un anciano que ve morir a su hijo en un duelo a cuchillo. Algunos críticos lo consideran como el mejor cuento de Vargas Llosa.

## Primera publicación
En 1957 Vargas Llosa era estudiante en la Universidad de San Marcos y trabajaba como periodista en Radio Panamericana, entre otros oficios «alimenticios», como él los denominaba. Hacia septiembre u octubre de ese año se enteró de un concurso de cuentos organizado por La Revue Française, una revista francesa dedicada al arte, cuyo premio era un viaje de quince días a París. Entusiasmado por tal oportunidad, se puso manos a la obra y así nació su relato que tituló «El desafío». Envió el cuento al concurso, que debía fallar un jurado presidido por Jorge Basadre y en el que había críticos y escritores como Sebastián Salazar Bondy, Luis Jaime Cisneros, André Coyné y el propio director de La Revue Française, Monsieur Prouverelle. Algunas semanas después, su amigo Luis Loayza le anunció su triunfo: «¡Te vas a Francia!» La noticia, como es de suponer, puso a Mario en un pie de alegría; uno de sus sueños que esperaba realizar era poder conocer personalmente a Jean-Paul Sartre, su escritor predilecto. El fallo oficial del premio se dio en el local de la Alianza Francesa; se acordó que el joven escritor viajaría luego de los exámenes de la universidad y de las fiestas del fin de año. Esos últimos días de 1957 fueron muy agitados para Mario, en que le hacían reportajes en los periódicos y lo buscaban los amigos para felicitarlo. André Coyné tradujo «El desafío» al francés, pero fue Georgette Vallejo, la viuda de César Vallejo, la que revisó y pulió la traducción. Una mañana de enero de 1958, Mario partió en un vuelo de Avianca hacia París, donde permaneció cuatro semanas, pues su tío Lucho le dio dinero para que prolongase más la estancia original de quince días. Se alojó en el hotel «Napoleón» y visitó los principales centros de interés de la ciudad. Para Mario resultó una experiencia inolvidable, llena de episodios divertidos. Conoció a Albert Camus, aunque no pudo realizar su mayor anhelo, el encuentro con Sartre. Su cuento traducido al francés apareció en el número 98 de La Revue Française, págs. 75-78.

## Argumento
Este cuento (titulado inicialmente como «Un arreglo de cuentas») trata sobre un duelo a muerte entre dos hombres, por una cuestión del honor viril. El relato se abre cuando Julián (que es el narrador de la historia) se entera en un bar de Piura de que su amigo Justo había sido retado a duelo a navaja por un forajido apodado El Cojo. La pelea se realiza en un cauce seco del río Piura, en medio de un inmenso tronco llamado «La Balsa», y es presenciado por Julián y un viejo llamado Leonidas (que por el momento se identifica solo como un allegado de Justo). El Cojo es quien desde el principio se perfila como el más hábil y fuerte de los contrincantes, siendo alentado por su pandilla. Justo resulta muerto y el narrador revela entonces que Leónidas es el padre de Justo, lo que da un final sorpresivo al relato

## Características
- El relato es lineal.
- Está contado en primera persona, en tiempo pasado.
- El narrador es un personaje secundario.
- La narración es dinámica, especialmente la parte concerniente a la pelea.
- Contiene una descripción muy realista del ambiente y el lugar de la acción.

## Escenarios
La acción se desenvuelve en Piura, una ciudad de la costa norte del Perú. Los escenarios son:
- El «Río Bar», donde se congregan a beber los amigos de Justo
- Los espacios urbanos de la ciudad: la plaza, la avenida Castilla, el puente, el malecón
- «La Balsa», un lugar situado en las afueras de la ciudad, en el cauce seco del río Piura

## Personajes
- El viejo Leónidas, que apoya a Justo en la pelea, pero solo al final se sabrá que es su padre.
- Justo, un joven que es uno de los duelistas.
- Julián Huertas, el narrador, amigo de Justo
- León, amigo de Justo
- Briceño, amigo de Justo
- El Cojo, el otro duelista, es de más edad de su contendor y por ende, más experimentado
- Chunga, del grupo de El Cojo
- El Chalupas, del grupo de El Cojo
- Moisés, el dueño del bar donde se reúnen los amigos de Justo
- La esposa de Julián

## Resumen
El narrador Julián, Briceño y León se hallan bebiendo en un bar piurano, cuando de pronto se acerca el viejo Leonidas y le anuncia que cerca de la medianoche se produciría un duelo a navaja entre Justo y El Cojo, en un lugar conocido como «La Balsa». Se despiden y acuerdan encontrarse nuevamente en el bar, a las 10 y media de la noche. Cada uno se va por su lado y Julián se dirige a su casa, donde le esperaba su esposa, cargando a su hijo; le dice a ella que debía salir para arreglar un asunto. Según lo acordado, Julián vuelve al bar; poco después llega Justo, quien le cuenta cómo se produjo el desafío; ambos abandonan el bar, en busca del resto de sus amigos; cerca del puente se encuentran con León y Briceño. Todos se dirigen hacia «La Balsa», situado a las afueras de la ciudad; era un enorme tronco de algarrobo caído en medio del lecho seco del río Piura; cuando subía el caudal del río se alejaba apenas unos metros. El Cojo y sus hombres reciben a Justo y sus amigos; en el lugar se hallaba también Leonidas, quien ante el reclamo del Cojo responde que nadie lo ha traído, sino que ha venido por su cuenta. Ambos rivales, el Cojo y Justo, se preparan; las navajas son revisadas; cada uno se enrolla una manta en un brazo y se dirigen a pelear hacia La Balsa. La pelea es relatada muy vívidamente; el narrador sabe trasmitirnos el vértigo de los movimientos, las embestidas denodadas, la fuerza física desplegada por ambos luchadores. Justo comete el error de desesperarse, acercándose mucho a su rival; ambos terminan retorciéndose sobre la arena, revolviéndose uno sobre otro. Finalmente, se levanta el Cojo, mientras que Justo, ya gravemente herido, con mucho esfuerzo trata de incorporarse. El Cojo le grita entonces al viejo: «¡Don Leónidas!… ¡Dígale que se rinda!». El viejo responde: «¡Calla y pelea!». Justo intenta otro asalto, pero es evidente que ya no estaba en condiciones de continuar. El Cojo se retira con los suyos; los amigos de Justo se acercan entonces y muy conmovidos cubren al amigo caído con una manta y lo cargan en hombros, llevándolo a la ciudad. En el trayecto, León le dice al viejo, que lloraba: «No llore viejo. Nunca he conocido a nadie tan valiente como su hijo». Es así como el lector se entera de que Leonidas es el padre de Justo.

## Análisis
En este relato el autor idealiza la valentía o el heroísmo del hombre común, aquel que prefiere perder la vida defendiendo su honra, conducta que desde otra perspectiva podría ser vista como irracional o machista; no nos queda claro, sin embargo, si el autor denuncia o admira dicha conducta o simplemente lo fotografía.
Más que la historia en sí, lo importante del relato es la manera en que está narrado. El autor maneja excelentemente la narración, sabe dosificar la información, mantiene el suspenso poniendo una cuota de misterio hasta desembocar en un final inesperado.  En las primeras páginas el narrador (Julián) parece ser el personaje principal; luego la acción tiende a concentrarse en Justo, el joven duelista, que enfrenta a un rival más experimentado, el Cojo. El misterio se desvela al final: el narrador descubre al lector que el viejo Leonidas, que da consejos en medio de la lucha a Justo, es el padre de este. Así, resulta ser Leonidas el «héroe», pues venciendo su natural afecto paterno en aras del «honor» que está en juego, es testigo de la derrota y muerte de su propio hijo.